# Melissa Sue Anderson
Melissa Sue Anderson, alternativnamn Melissa Anderson, född 26 september 1962 i Berkeley, Kalifornien, är en amerikansk skådespelare. Anderson är främst känd för rollen som Mary Ingalls i TV-serien Lilla huset på prärien.

## Filmografi i urval
- Apocalypse 10:5 (2006)
- Going to Pieces: The Rise and Fall of the Slasher Film (2006)
- Jordbävning i New York (1998)
- Mord, mina herrar (1994)
- Dead Men Dont Die (1990)
- I spionens skugga (1988)
- The Equalizer (1987)
- Chattanooga Choo Choo (1984)
- First Affair (1983)
- An Innocent Love (1982)
- Satans natt (1981)
- Kära Maggie (1981)
- Happy Birthday to Me (1981)
- Survival of Dana (1979)
- The Loneliest Runner (1976)
- Lilla huset på prärien (1974–1981)
- The Brady Bunch (1973)